# Cynthia Gibb
Cynthia Gibb, född 14 december 1963 i Bennington, Vermont, är en amerikansk fotomodell och skådespelare.

## Filmografi i urval
- Stardust Memories (1980)
- Fame (1983-1987)
- Youngblood (1986)
- Salvador (1986)
- Modern Girls (1986)
- Nr. 5 är tillbaka (1988)
- En röst i natten (1990)
- Röster från andra sidan graven (1990)
- Death Warrant (1990)
- Gypsy (1993)
- Deadly Games (1995-1997)
- Mary Christmas (2002)
- Full Frontal (2002)
- A Crime of Passion (2003)